# Gabriel Monteiro
Gabriel Monteiro é um município brasileiro do estado de São Paulo. Sua população estimada em 2010 era de 2 705 habitantes.

## História
Chamada inicialmente de Nova Olímpia, nome este que atualmente é dado à principal avenida da cidade, Gabriel Monteiro foi emancipado do município de Bilac, e recebeu este nome em homenagem ao ilustre advogado Gabriel Monteiro da Silva, nomeado diretor do Departamento das Municipalidades (Secretaria do Interior), em 1941, pelo então interventor do Estado de São Paulo, Fernando Costa. Gabriel Monteiro da Silva foi ministro chefe do Gabinete Civil da Presidência da República no governo Gaspar Dutra, de 31 de janeiro a 3 de dezembro de 1946 e faleceu em 5 de dezembro de 1946, vítima de acidente automobilístico, no Rio de Janeiro.

## Geografia
Localiza-se a uma latitude 21º31'52" sul e a uma longitude 50º33'17" oeste, estando a uma altitude de 436 metros. O município possui uma área total de 138,533 km².

### Hidrografia
- Ribeirão da Jangada

### Rodovias
- SP-461

## Demografia

### População
| Crescimento populacional                             | Crescimento populacional | Crescimento populacional | Crescimento populacional |
| Ano                                                  | População Total          |                          | %±                       |
| ---------------------------------------------------- | ------------------------ | ------------------------ | ------------------------ |
| 1960                                                 | 4 558                    |                          | —                        |
| 1970                                                 | 3 344                    |                          | −26,6%                   |
| 1980                                                 | 3 009                    |                          | −10,0%                   |
| 1991                                                 | 2 472                    |                          | −17,8%                   |
| 2000                                                 | 2 726                    |                          | 10,3%                    |
| 2010                                                 | 2 708                    |                          | −0,7%                    |
| 2022                                                 | 2 763                    |                          | 2,0%                     |
| Est. 2024                                            | 2 811                    | [ 6 ]                    | 1,7%                     |
| Fontes: Censos Demográficos IBGE e Estimativas SEADE |                          |                          |                          |

### Dados demográficos
Dados do Censo - 2000
População Total: 2.726
- Urbana: 2.053
- Rural: 673
- Homens: 1.408
- Mulheres: 1.318
- Densidade demográfica (hab./km²): 19,68
- Mortalidade infantil até 1 ano (por mil): 18,73
- Expectativa de vida (anos): 69,76
- Taxa de fecundidade (filhos por mulher): 2,36
- Taxa de Alfabetização: 87,67%

Índice de Desenvolvimento Humano (IDH-M): 0,768
- IDH-M Renda: 0,695
- IDH-M Longevidade: 0,746
- IDH-M Educação: 0,863

(Fonte: IPEADATA)

## Política e administração
- Prefeita: Renée Crema Vidoto (2025/2026)
- Vice-prefeito: Antonio Carlos Galhardo
- Presidente da câmara:Suzi Ferreira da Silva(biênio 2025-2026)[11]

## Infraestrutura

### Comunicações
O sistema de telefones automáticos foi inaugurado na cidade em 1985 pela Telecomunicações de São Paulo (TELESP), que também implantou o sistema de discagem direta à distância (DDD) em 1988 com o código de área (0186). Anteriormente a cidade era atendida pela Companhia de Telecomunicações do Estado de São Paulo (COTESP).
Na década de 90 o código DDD da cidade foi alterado para (018), para padronização do sistema telefônico com a telefonia celular que estava sendo implantada em todo o estado.

## Cultura e lazer

### Esportes
Criado nos idos anos de 1960, o Independente Futebol Clube, cuja sede ficava na região central do município, foi a principal referência futebolística local.

## Religião
O Cristianismo se faz presente na cidade da seguinte forma:

### Igreja Católica
- A igreja faz parte da Diocese de Araçatuba.[16]

### Igrejas Evangélicas
- Assembleia de Deus Ministério do Belém.[17][18]
- Congregação Cristã no Brasil.[19]